# Zbigniew Januszkiewicz
Zbigniew Januszkiewicz (ur. 18 sierpnia 1962 w Bydgoszczy) – polski pływak, olimpijczyk z Moskwy 1980.
Specjalista od stylu grzbietowego. Ukończył Szkołę Mistrzostwa Sportowego w Raciborzu. Reprezentant klubu Astoria Bydgoszcz (lata 1969-1982) i Śląsk Wrocław (lata 1983-1989). 
Wielokrotny mistrz Polski w wyścigu na:
- 100 metrów stylem grzbietowym w latach 1984-1988
- 200 metrów stylem grzbietowym w latach 1979-1980, 1983, 1985-1988

Rekordzista Polski na basenie 25-metrowym (5) i basenie 50-metrowym (4).
Brązowy medalista letniej Uniwersjady w 1981 roku w wyścigu na 200 metrów stylem grzbietowym.
Na igrzyskach olimpijskich w roku 1980 w Moskwie wystartował na 200 metrów stylem grzbietowym. Odpadł w eliminacjach.

## Rekordy życiowe

### Basen 25-metrowy
- 50 metrów stylem grzbietowym - 27,10 uzyskany 4 marca 1988 w Lublinie
- 100 metrów stylem grzbietowym - 57,78 uzyskany 28 marca 1982 w Warszawie
- 200 metrów stylem grzbietowym - 2.02,31 uzyskany 26 marca 1982 w Warszawie

### Basen 50-metrowy
- 50 metrów stylem grzbietowym - 27,82 uzyskany 8 sierpnia 1986 w Mielcu
- 100 metrów stylem grzbietowym - 59,55 uzyskany 12 lipca 1981 w Warszawie
- 200 metrów stylem grzbietowym - 2.04,93 uzyskany 13 marca 1980 w Warszawie
- 100 metrów stylem motylkowym – 59,00 uzyskany 5 czerwca 1982 w Oświęcimiu.